# Харукадзе (1923)
Харукадзе (Harukaze, яп. 春風) — ескадрений міноносець Імперського флоту Японії, який взяв участь у Другій світовій війні.
Корабель, який став третім (за датою закладання) серед есмінців типу «Камікадзе», спорудили у 1923 році на корабельні ВМФ у Майдзуру.
На момент вступу Японії до Другої світової війни Харукадзе належав до 5-ї дивізії ескадрених міноносців, яка 29 листопада 1941-го прибула з Японії до Мако (важлива база ВМФ на Пескадорських островах у південній частині Тайванської протоки). 7 грудня Харукадзе разом зі ще 5 есмінцями та легким крейсером вийшли для супроводу конвою з десантом до Апаррі на північному узбережжі острова Лусон (перед доставленням головних сил до затоки Лінгайєн японці висадили на Філіппінах цілий ряд допоміжних десантів). Висадка на не зайняте ворожими силами узбережжя успішно відбулась вранці 10 грудня, при цьому Харукадзе зазнав незначних пошкоджень від близького вибуху.
З 18 грудня 1941-го Харукадзе у складі того ж загону супроводжував сили вторгнення до Лінгайєн, а саме 1-й транспортний загін, що включав 27 транспортів та рухався із Такао (наразі Гаосюн на Тайвані). Висадка відбулася в ніч проти 22 грудня.
З 31 грудня 1941-го Харукадзе разом з іншими численними есмінцями ескортував Третій малайський конвой, який мав доправити чергову партію японських військ на півострів Малакка (вторгнення сюди почалось ще 8 грудня, у день нападу на Перл-Гарбор — тільки по інший бік лінії зміни дат). 8 січня 1942-го основна частина транспортів прибула до Сінгори (наразі Сонгкхла) в одній з найпівденніших провінцій Сіаму поблизу кордону з британською Малаєю, а 18 січня Харукадзе повернувся на Формозу.
На початку лютого 1942-го розпочався рух конвою в межах підготовки десанту на головний острів Нідерландської Ост-Індії — Яву. 3—8 лютого Харукадзе та ще один есмінець супроводили з Такао (наразі Гаосюн до Тайваню) до Камрані другу групу транспортів із 17 суден. 18 лютого з Камрані вийшли 56 транспортів, при цьому первісно їх безпосередній ескорт складався з легкого крейсера та 10 есмінців (в тому числі «Харукадзе»), а 21 лютого в районі островів Анамбас до них приєднались ще один легкий крейсер та 5 есмінців. На підході до Яви конвой розділився на три основні загони, які рушили до визначених їм пунктів висадки. «Харукадзе» разом зі ще 5 іншими есмінцями та легким крейсером прикривали операцію в затоці Бантам (дещо менше ніж за сотню кілометрів на захід від Батавії). Висадка відбулася в ніч проти 1 березня, при цьому в якийсь момент поблизу з'явились два ворожі крейсери, які намагались вирватись в Індійський океан після поразки в битві в Яванському морі, що призвело до зіткнення, відомого як бій у Зондській протоці. У цьому бою Харукадзе зазнав легких пошкоджень від артилерійського вогню, загинуло три члени екіпажу.
10—13 березня 1942-го Харукадзе супроводив конвой з Яви до Сінгапура. 19 березня з Сінгапуру рушив Перший Бірманський конвой, який перевозив підкріплення для японських сил, що вели наступ у Бірмі. Харукадзе первісно не належав до його охорони, проте в якийсь момент приєднався до конвою та замінив у складі ескорту есмінець «Хатакадзе». 25 березня загін досягнув Рангуну та почав розвантаження. На початку квітня 1942-го з Сінгапуру рушив Другий Бірманський конвой під ескортом 2 есмінців. 4 квітня в районі Пенангу (важлива база на заході півострова Малакка) його зустріли Харукадзе та ще 2 есмінці, які перебрали на себе ескортування. 7 квітня конвой прибув до Рангуну.
Далі Харукадзе повернувся до Сінгапуру, а 25 квітня 1942-го рушив звідси до Французького Індокитаю, де узявся за патрульно-ескортну службу. 7 серпня союзники висадились на сході Соломонових островів, що започаткувало шестимісячну битву за Гуадалканал та змусило японське командування перекидати сюди підкріплення. Зокрема, 19 вересня Харукадзе вийшов з Сурабаї для ескорту конвою до Рабаула (головна передова база японців у архіпелазі Бісмарка, з якої провадились операції на Соломонових островах та сході Нової Гвінеї).
Втім, есмінець не залучили для участі у бойових діях в Меланезії й він продовжив службу у Південно-Східній Азії. Відомо про дії Харукадзе на сході Нідерландської Ост-Індії, де у першій половині листопада 1942-го він супроводив конвой з Амбону до західної частини Нової Гвінеї, а станом на середину цього місяця був у Сурабаї (важлива база на сході острова Ява). Тут 16 листопада «Харукадзе» підірвався на міні й зазнав важких пошкоджень носової частини. Після цього до 2 травня 1943-го есмінець проходив аварійний ремонт у Сурабаї, а 8—27 травня пройшов до Куре для завершального відновлення, яке зайняло ще кілька місяців.
З вересня 1943-го «Харукадзе» ніс ескорту службу, супроводжуючи конвої між японськими портами (Саєкі, Уджіна, Моджі), Палау (важливий транспортний хаб на заході Каролінських островів) і Формозою (Тайванем). З весни 1944-го до них додались рейси між Такао (наразі Гаосюн на Тайвані) та Манілою.
24 жовтня 1944 року в Лусонській протоці під час супроводу конвою MATA-30 «Харукадзе» атакував глибинними бомбами підводний човен, та спостерігав на поверхні пухирі повітря та уламки. Ймовірно, саме ця атака призвела до загибелі американської субмарини «Шарк». А 4 листопада під час прямування з конвоєм TAMA-31A сам Харукадзе був торпедований підводним човном «Сейлфіш», що, втім, це не призвело до загибелі корабля.
21 січня 1945-го Харукадзе зазнав додаткових пошкоджень під час атаки авіаносної авіації на Мако (база японського ВМФ на Пескадорських островах у південній частині Тайванської протоки). Надалі Харукадзе відбуксирували до Японії й 29 березня він прибув до Сасебо (обернене до Східнокитайського моря узбережжя Кюсю). В умовах тотальної кризи відновлення корабля визнали недоцільним та зарахували до резерву. В цьому статусі Харукадзе дочекався капітуляції Японії.